# 眼帶尖鼻魨
眼帶尖鼻魨為輻鰭魚綱魨形目四齒魨亞目四齒魨科的其中一種，為熱帶海水魚，分布於西太平洋區，從菲律賓至斐濟，北起日本，南迄澳洲、新喀里多尼亞海域，棲息深度10-53公尺，體長可達7.5公分，棲息在礁石區水域，生活習性不明。